# ビバリーヒルズ・サパー・クラブの火災
ビバリーヒルズ・サパー・クラブの火災（Beverly Hills Supper Club fire）とは、1977年5月28日の夜にアメリカ合衆国・ケンタッキー州キャンベル郡のナイトクラブで発生した火災。
火災による最終的な死者数は165名に上り、負傷者は少なくとも200名を超えていた。

## ビバリーヒルズ・サパー・クラブ

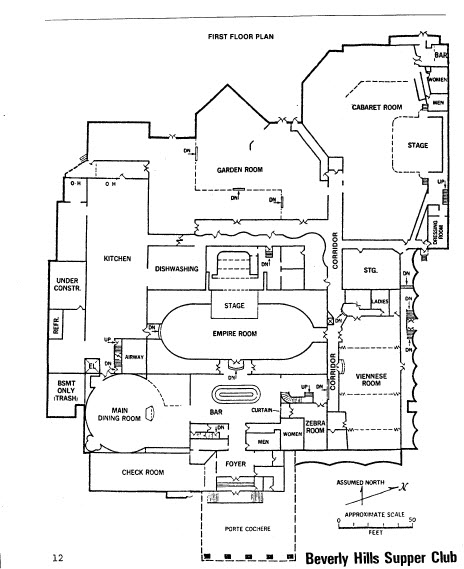
クラブの見取り図
正面玄関は下方向にあり、火元の特別室は玄関至近。右上のキャバレールームでは当時ショーが行われ、犠牲者の多くもここで発見された。

ビバリーヒルズ・サパー・クラブ（Beverly Hills Supper Club）は、シンシナティとはオハイオ川を挟んだ対岸にあるキャンベル郡サウスゲートで営業していた。1926年の営業開始時にはモー・ダリッツを始めとしたマフィアの幹部が経営に関わり、レストラン・ナイトクラブ・宴会場としてしばしば俳優や歌手のディナーショーが行われる一方で違法賭博が開帳されていたりした（無名時代のディーン・マーティンもここでブラックジャックのディーラーをしている）。
その後1967年にモーらはクラブを売却し1974年に再度経営者が変更、この間1970年以降に増築や改装が行われたことで内部の構造が複雑化し加えて内装にも木材など可燃性のものが多く使われ非常用の出入口も建物の規模に比して少なく（規定通りなら28箇所あるべきものが17箇所しか設置されていなかった）判り難かった。

## 出火

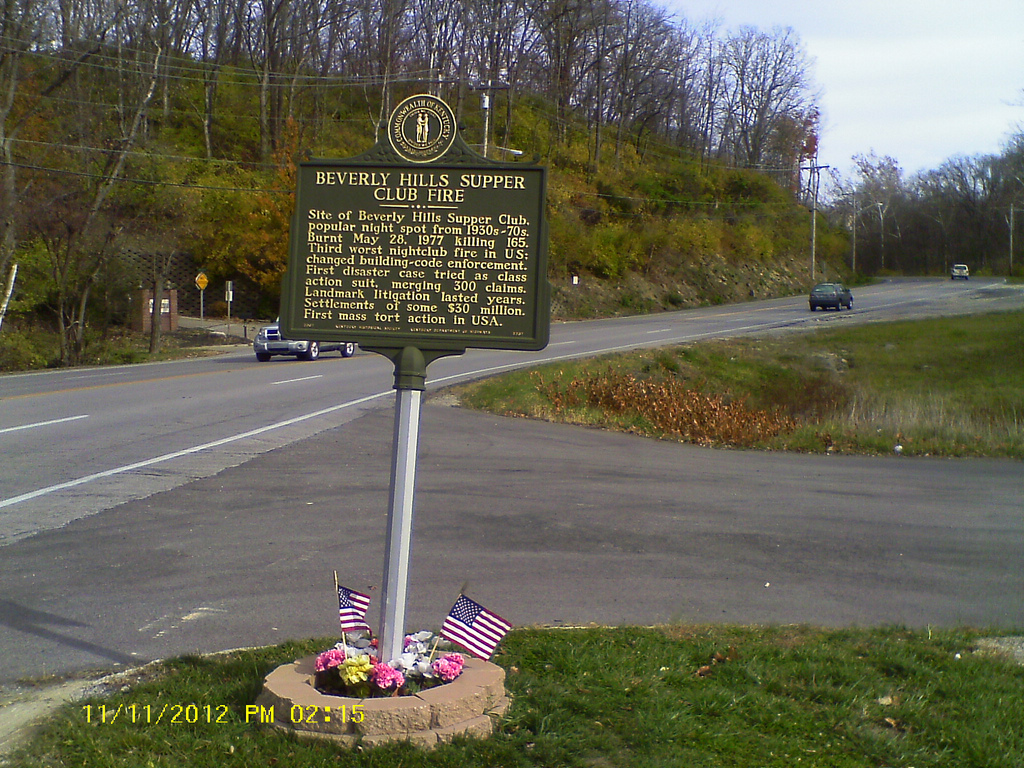
クラブ跡地に立つ看板。最終的に165名の死者を出した火災が起きたことを伝えている。

1977年5月28日はメモリアルデーに加えて土曜日であり、更にキャバレールームではジョン・ハミルトン・デビッドソンのショーが行われていた。このためショーの客が通路やスロープにまで溢れ返り、当局が許可した収容人数の倍は建物にいたと推定されている。
一方で正面玄関近くの特別室（ゼブラルーム）では結婚披露宴が催されていたが、その最中から床下からの爆発音や異常な高温などを出席者が訴えて予定より早く20時30分に終了した。暫くして特別室から煙が燻っていることに気がついた従業員が初期消火をしようと消火器を携えて特別室の扉を開けたところ、フラッシュオーバーによって一気に火勢が強くなり21時頃には消防署に通報した。
正面玄関に近いメインダイニングなどの客や従業員はいち早く避難できたものの、火災警報器すら設置されていない上に内部構造の複雑さから奥側のキャバレールームやガーデンルームの客や従業員への避難指示には手間取った。21時6分頃にキャバレールームの客にも火災が起きたことを知らせることが出来たが、既に2階に通じる階段部分やキャバレールームの非常口にまで延焼する危険な状況になり約1,000人はいた客が避難するには手遅れに近い状態だった。加えて直後に電源が落ちたことでパニックに陥り、僅か1箇所しか残っていない非常口目掛けて群衆なだれが発生。消防士も外部からの消火作業と同時に客を救出しようとするも、あまりの密集具合に2人ずつ引っ張り出しては繰り返すのが精々だったと証言している。結局クラブは全焼し翌29日の2時頃に鎮火した。

## 顛末
当初は群衆のパニックで多数の死者を出したと報道されたが、アメリカ合衆国防火協会による調査の結果は「確かにパニックになった者も一部にはいたにしてもパニックが多数の死者を出した主因ではない」というものだった。内部の複雑さや非常口の少なさに加えスプリンクラーや火災警報器・防火壁が設置されず、更には電気配線の不良や建築基準を満たさない構造など多くの欠陥が指摘された。従業員は防災訓練を受けておらず、地元の消防当局もこうした問題点を把握はしていたが改善させる強制力が無かった。
この火災では164人もの遺体を収容、更に翌1978年3月1日に重態だった従業員1人が死亡し最終的な死者は165人となり負傷者も200人を超える惨事となった。遺族や被災者が起こした集団訴訟では事業者の責任を問う先駆けとなっている。
地元ケンタッキー州のクーリエ・ジャーナル記者だったリチャード・ウィットは火災の一連の報道によって1978年のピューリッツァー賞を受賞している。なお跡地は2020年に複合商業施設を建てる再開発計画が持ち上がっているが、その中にはこの火災の追悼施設の設置も組み込まれている。